# グリーンエナジー&カンパニー
株式会社グリーンエナジー&カンパニー（英: GreenEnergy & Company）は、東京都港区と徳島県松茂町に本社を置くグリーンエネルギー事業を展開する企業である。旧社名は株式会社フィット。

## 概要
2009年4月、鈴江崇文が徳島県徳島市に法人株式会社スズケン&クリエーションを設立、コンパクトハウス事業を開始、2010年10月に株式会社フィットに改名。コンパクトハウスは、住宅仕様のパッケージ化によって、低価格での購入を可能としたもの。2012年、鈴江がドイツのフライブルグの住宅環境視察で影響を受け、再生可能エネルギーに重点を置いた事業にシフト。同年、コンパクトソーラー発電所の開発と販売を行うクリーンエネルギー事業に参入。2013年にはメガソーラー発電所事業を開始。2014年4月、東京本社を開設。2016年3月、東京証券取引所マザーズ（現グロース市場）に株式上場。以降、クリーンエネルギー事業とスマートホーム事業を主軸にサービスを展開。
2024年5月、株式会社フィットは持株会社体制となり、「株式会社グリーンエナジー＆カンパニー」に改名した。主要子会社に、株式会社グリーンエナジー・プラス、株式会社グリーンエナジー・ライフ、株式会社グリーンエナジー・ファシリティーズを持つ。
パーパスは「サステナブルな社会の実現を新しい常識で」、ビジョン「個人参加型、持続可能エネルギー社会の実現」。
サービス対象を主に地方とし、小規模な単位で行う環境配慮への取り組みとして「マイクロGX」を提唱。2024年4月から日本経済新聞社主宰の「NIKKEI脱炭素プロジェクト」に参画。

## 事業内容
サービスの主軸は、プライベート発電所、蓄電所、ネットゼロ・エネルギー・ハウス、GXメンテナンスである。また、スマート農業も展開開始。

### プライベート発電所
太陽光発電所を中心とした再生可能エネルギー発電所の開発、および、個人投資家や法人需要化への提供。屋上、遊休地、耕作放棄地を活用する。
太陽光発電投資は、再生可能エネルギーの導入を促進するための政策手段の一つである「FIT制度（固定価格買取制度）」を活用する方式である。

### 蓄電所
既存の電力系統に接続する蓄電システム。太陽光発電や風力発電などの再生可能エネルギーの出力変動の平滑化を行い、需要ピーク時の電力供給、災害などによる停電時の電力供給に備えるものである。

### ネットゼロ・エネルギー・ハウス
消費するエネルギー量を最低限に抑えるシステムを施した住宅。エネルギー使用量と生産量が同等になることで、年間のエネルギー消費量をゼロにすることを目標とした政策基本法による「ZEH」（ネット・ゼロ・エネルギー・ハウス）に基づく。
また、パッケージ化によって建物自体の建設コストを低く抑えるというコンパクトハウスの特性を持つことがグリーンエナジー＆カンパニーのZEHの特徴とされる。

### GXメンテナンス
発電設備の維持管理のための、保守・点検・管理／リフォーム。

### スマート農業
グリーンエネルギーの活用による農業支援サービス。既存の農地に発電所を併設する営農型発電所の設営に関するサービスの他、室内で野菜を栽培するシステムの開発・実験を行っている。

## グリーンエネルギー施設開発数
サービス対象地域は全国であり、実績数は以下である。
- 太陽光発電施設数：1896区画（2024年1月時点）
- ネットゼロ・エネルギー・ハウス棟数：2530棟（2024年3月時点）

## 沿革
- 2009年（平成21年） - 株式会社スズケン&クリエーションを会社設立。
- 2009年（平成21年） - 香川支店を設立。
- 2010年（平成22年） - 株式会社フィットに社名変更。
- 2012年（平成24年） - 愛媛支店・高知支店を設立。
- 2013年（平成25年） - 徳島県名西郡神山町に「FIT 神山町メガソーラー発電所」（大規模太陽光発電施設）設立。
- 2014年（平成26年） - 東京本社を設置。
- 2015年（平成27年） - 関西支社を設置。
- 2016年（平成28年） - 東京証券取引所「マザーズ（現グロース）」に株式を上場
  - 監査法人トーマツによるフィットの平成28年3月期末監査の過程において、上場前後に売上計上時期の前倒しの可能性が指摘された[5]が適切に是正を行なった。
- 2018年（平成30年） - 関連会社ソーシャルファイナンス株式会社設立。
- 2021年（令和3年） - 子会社株式会社FJキャピタル設立
- 2021年（令和3年） - 株式会社 Plus one percentの株式取得により子会社化
- 2024年（令和6年） - 持株会社制に移行。同時に商号を株式会社GreenEnergy & Companyへ変更[6]。8月1日に株式会社グリーンエナジー&カンパニーへ再度商号変更[7]。

## 営業所[8]
- 東京本社

〒105-0021 東京都港区東新橋1-1-19 ヤクルト本社ビル8F
- 徳島本社

〒771-0212 徳島県板野郡松茂町中喜来字群恵39-1

## 関連店舗[8]

### いえとち本舗
- 徳島本店（徳島県徳島市）
- 島田店（徳島県徳島市）
- 高松本店（香川県高松市）
- 高知本店（高知県高知市）
- 大阪本店（大阪府大東市）
- 松山本店（愛媛県松山市）